# Warszawski Klub Wioślarek

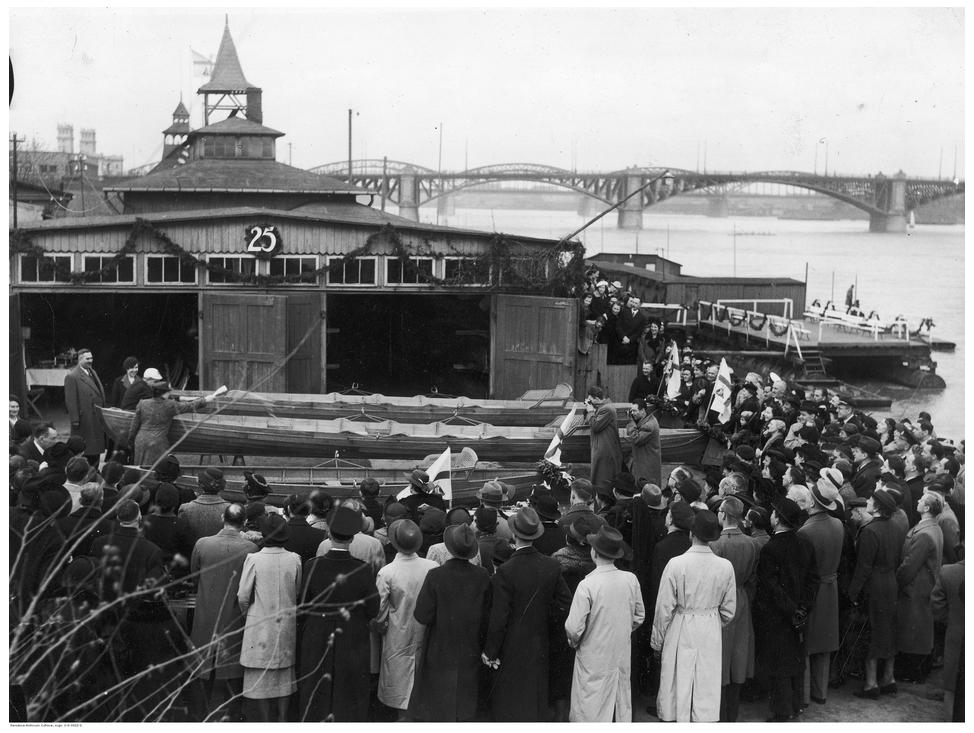
Jubileusz 25. lecia przed przystanią

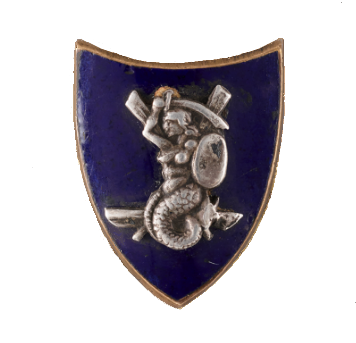
Herb klubu

Warszawski Klub Wioślarek (nazwa skrócona: WKW Warszawa, nazwa nieformalna: Wukawki) – kobiecy klub wioślarski, a następnie wielosekcyjny, założony w 1912 roku. Członek założyciel Polskiego Związku Towarzystw Wioślarskich. Była to pierwsza na terenach polskich organizacja sportowa zrzeszająca wyłącznie kobiety. Oprócz wiodącej sekcji wioślarskiej, klub posiadał inne sekcje sportowe. Rozwiązany w 1949 roku.

## Historia sekcji wioślarskiej

### Działalność pod zaborami
Idea utworzenia polskiego klubu wioślarskiego, w którym mogłyby wiosłować kobiety, wynikła z faktu, iż członkami Warszawskiego Towarzystwa Wioślarskiego przed I wojną światową mogli być wyłącznie mężczyźni. Inicjatywa założenia klubu wyszła od Stanisławy Hannówny. Klub działalność rozpoczął w dniu 19 października 1912 roku. Już rok później wioślarki zbudowały małą przystań nad Wisłą. Na początku 1914 roku klub liczył 200 członkiń. Celem klubu był nie tylko rozwój sportu wioślarskiego, ale też pielęgnowanie patriotyzmu i życia towarzyskiego wśród polskich członkiń. Klub miał m.in. własny chór. W pierwszych latach działalność wioślarska WKW koncentrowała się na wycieczkach turystycznych. 
W czasie pierwszej wojny światowej sportowa działalność klubu uległa ograniczeniu. Treningi na Wiśle nadal się odbywały, klub koncentrował się jednak na działalności charytatywnej na rzecz dzieci, walce z analfabetyzmem i propagowaniu higieny. 

### Okres dwudziestolecia międzywojennego
Warszawski Klub Wioślarek wznowił intensywną działalność sportową od razu po odzyskaniu przez Polskę niepodległości. W grudniu 1919 roku WKW, wraz z dwunastoma innymi polskimi klubami, założyło Polski Związek Towarzystw Wioślarskich. Finansowe kłopoty, ciągnące się od początku I wojny światowej, odbiły się jednak na stanie skromnej przystani oraz sprzętu wioślarskiego. Nową przystań klubową zdołano zbudować w roku 1925 – po uzyskaniu pomocy finansowej od Magistratu m. Warszawy. Na przystani znajdowały się: okazały budynek (mieszczący szatnię i mieszkanie przystaniowego), hangar na łodzie i pływalnia. Klub stopniowo zaczął też nabywać nowe łodzie. 
Działalność w obszarze współzawodnictwa wioślarskiego była hamowana przez pierwsze lata niepodległości Polski przez brak innych klubów wioślarskich zrzeszających kobiety. Z uwagi na duży koszt zakupu szybszych łodzi, wioślarstwo kobiet skupiało się w sporej mierze na turystyce wioślarskiej. Panie nie rywalizowały ponadto na poziomie zawodów międzynarodowych (Międzynarodowa Federacja Wioślarska rywalizację kobiet wprowadziła do programu organizowanych przez siebie mistrzostw dopiero wiele lat później – w roku 1954). 
Zmieniło się to w połowie lat 20., gdy na kolejnej fali ruchów feministycznych, powstało kilka klubów wyłącznie kobiecych (w roku 1926 Bydgoski Klub Wioślarek, w 1927 Kaliskie Towarzystwo Wioślarek, a w 1928 Poznański Klub Wioślarek). Równocześnie w dotychczas męskich klubach wioślarskich pojawiły się pierwsze sekcje kobiece. Wukawki były wzorem dla tego zjawiska i lobbowały w PZTW za wprowadzeniem do rywalizacji związkowej kolejnych konkurencji kobiecych. W sześcioosobowej Komisji Wioślarstwa Kobiecego przy PZTW zasiadały cztery członkinie WKW. W efekcie nacisków klubów kobiecych, obok wyścigów na czwórkach półwyścigowych (łodziach szerszych i krótszych od łodzi wyczynowych), PZTW od roku 1931 dopuściła kobiety do zawodów w konkurencjach:  
- wyczynowych czwórek ze sterniczką,
- wyczynowych jedynek[7].

Zawodniczki klubu reprezentowały Polskę w Międzynarodowym Kobiecym Związku Wioślarskim, który powstał  w Londynie w 1929 roku. Zawodniczki klubu uczestniczyły też w wioślarskich międzynarodowych zawodach kobiecych (Londyn 1931 i Budapeszt 1937) oraz organizowały takie zawody w Polsce.
W okresie międzywojennym bardzo szybko zwiększała się liczebność członkiń WKW. Podczas gdy w roku 1916 klub liczył 230 członkiń, w 1928 było ich około 400, a w 1931 ponad 600. 

### II wojna światowa i koniec działalności
W czasie II wojny światowej klub zaprzestał prowadzenia działalności sportowej. Wszelka działalność sportowa Polaków była zabroniona przez Niemców. W wyniku działań wojennych i powstania warszawskiego wszystkie przystanie wioślarskie Warszawy zostały zniszczone.
Klub został na krótko reaktywowany po wojnie. Do 1949 roku prowadził działalność pod starą nazwą (korzystając z odbudowanej przystani Warszawskiego Towarzystwa Wioślarskiego). W roku 1947 Wukawki uczestniczyły w pierwszych powojennych zawodach wioślarskich w Warszawie.  
W 1949 roku komunistyczne władze nakazały klubowi wstąpić do Zrzeszenia „Związkowiec” – miał działać jako sekcja pod nazwą WKW-”Związkowiec”. W tym samym roku huragan zniszczył ich odbudowaną przystań klubową, co ostatecznie zakończyło działalność WKW a zawodniczki wstąpiły do Warszawskiego Towarzystwa Wioślarskiego.

## Wyniki sportowe sekcji wioślarskiej
Choć wioślarska rywalizacja kobieca prowadzona była w Polsce od roku 1919, PZTW pierwsze wyścigi o Mistrzostwo Polski rozegrał w konkurencjach kobiet dopiero w latach trzydziestych. W związku z tym, że u kobiet biegi „mistrzowskie” rozgrywane były jedynie w kategoriach jedynek oraz czwórek ze sterniczką, w dwudziestoleciu międzywojennym wyłoniono zaledwie 16 osad Mistrzyń Polski. Aż 6 tytułów zgarnęły osady Warszawskiego Klubu Wioślarek. 
Dowodem dominacji Wukawek w konkurencji kobiecego wioślarstwa są również tabele punktacyjne PZTW prowadzone za poszczególne lata (poniżej podano miejsca w kobiecej klasyfikacji klubowej):
- w 1927 – 1. miejsce na 4 kluby[13],
- w 1928 – 1. miejsce na 7 klubów[13],
- w 1929 – 1. miejsce na 7 klubów[14],
- w 1930 – 1. miejsce na 9 klubów[13],
- w 1931 – 1. miejsce  na 10 klubów[15],
- w 1932 – 1. miejsce na 8 klubów[13],
- w 1933 – 1. miejsce na 10 klubów[13],
- w 1934 – 1. miejsce na 20 klubów[13],
- w 1935 – 1. miejsce na 15 klubów[13],
- w 1936 – 3. miejsce na 12 klubów[16],
- w 1937 - 1. miejsce na 15 klubów[17],
- w 1938 – 2. miejsce na 12 klubów[13],
- w 1939 – 2. miejsce  na 12 klubów[18].

## Wybitne wioślarki
Najwybitniejszymi zawodniczkami WKW były wioślarki:
- Janina Grabicka – Mistrzyni Polski w jedynkach w roku 1932[19] oraz 1936[20]. W 1931 roku zwyciężyła w jedynkach w ramach meczu wioślarskiego Polska-Wielka Brytania.
- Irena Ziarkówna, Zofia Pomorska, Aleksandra Dzięgielewska – czterokrotne Mistrzynie Polski w czwórkach ze sternikiem (czwarta wioślarka zmieniała się w poszczególnych latach)[21].

## Sekcja pływacka
Sekcja z założenia miała uczyć wioślarki pływania. Prowadziła też odrębną działalność wyczynową i należała do Polskiego Związku Pływackiego. Na pierwszych pływackich Mistrzostwach Polski w 1922 roku pływaczki WKW zdobyły dwa złote medale (Janina Samulakówna w sprincie i Ludwika Dorożyńska na średnim dystansie). Wukawka Stefania Kuligowska dokonała w roku 1932 pierwszego kobiecego przepłynięcia trasy Gdynia-Hel.

## Sekcja szermiercza
Sekcja szermiercza działała w WKW w latach 20. Należała do Polskiego Związku Szermierczego. 

## Prezeski klubu
Wanda Stokowska (1912-1915), Justyna Budzińska-Tylicka (1916-1921), Władysława Fynfsztyk (1922-1924), Zofia Zabawska-Domosławska (1925-1939).

## Galeria zdjęć

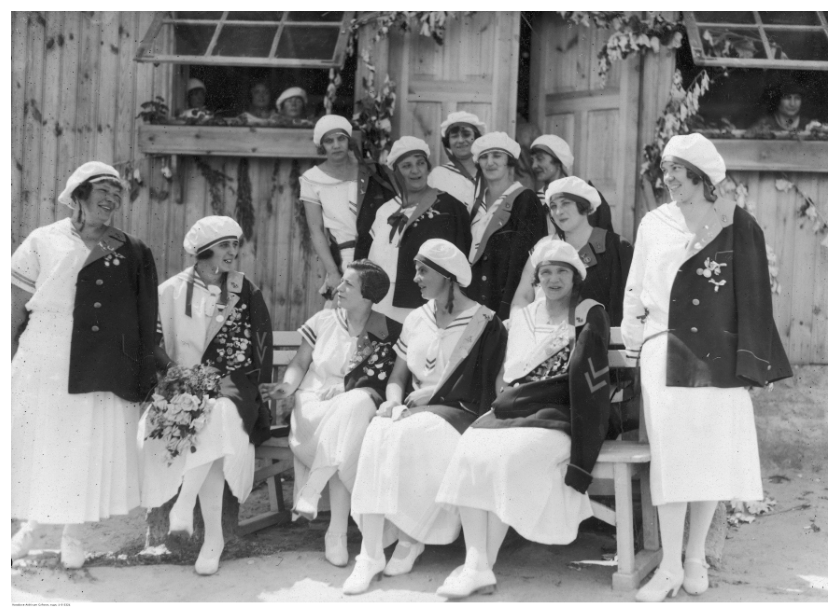
Wukawki na przystani w strojach klubowych 1925
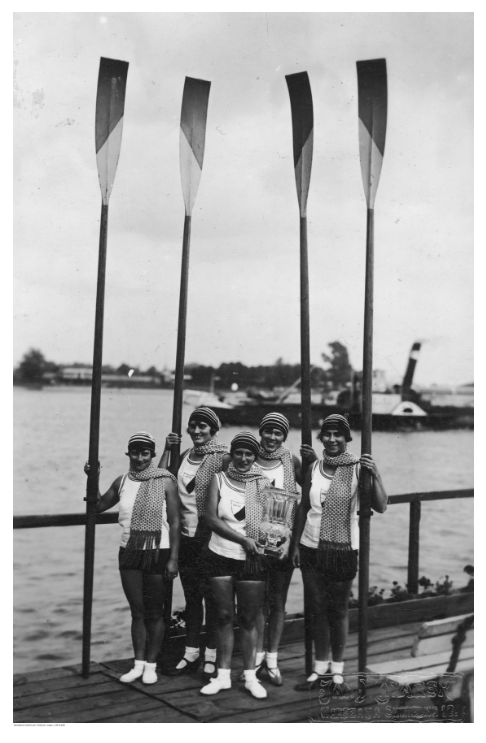
Wukawki z pucharem zdobytym na zawodach
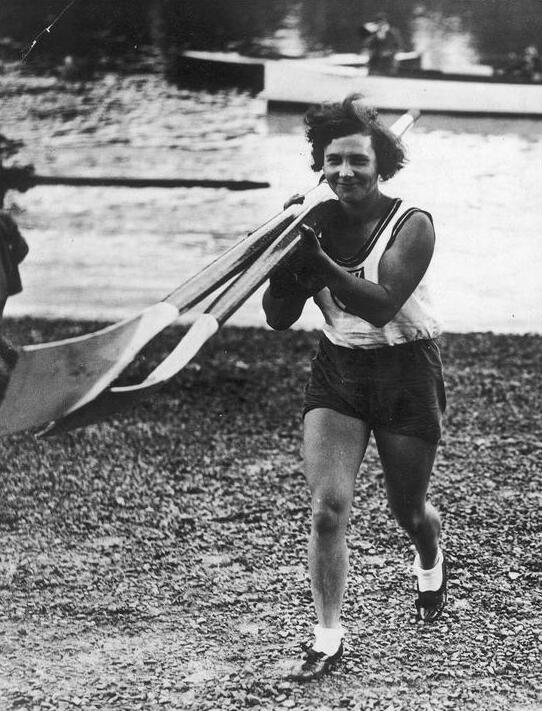
J. Grabicka, Londyn, mecz wioślarski Polska-W. Brytania w 1931
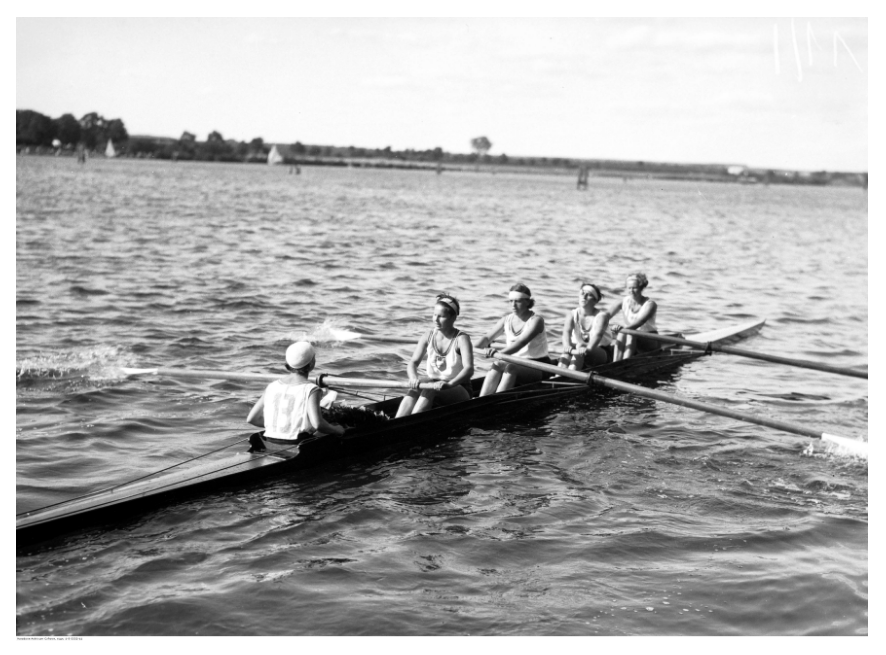
Mistrzynie Polski w czwórce ze sternikiem, 1933
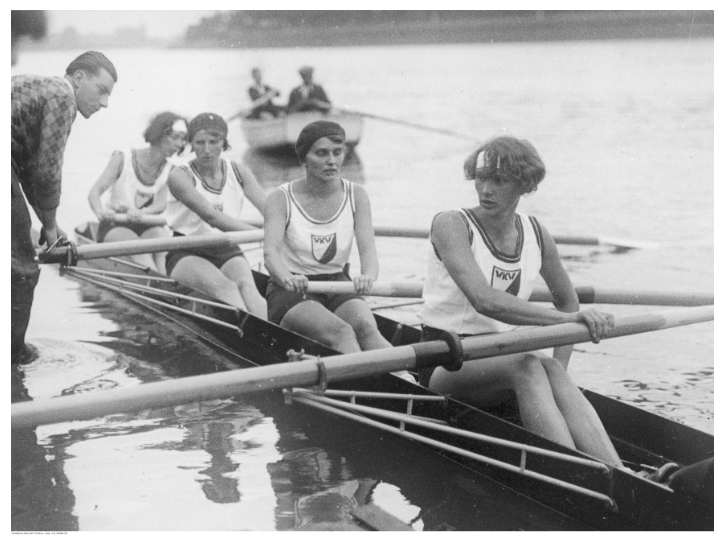
Klubowa czwórka na zawodach w Londynie